# International A-3
В 1932 году к продолжавшемуся AL-3 присоединился полуторатонный International A-3. Разница между ними заключалась в том, что у А-3 рессоры устанавливались над осями, как в обычном грузовике, а у АЛ-3 они устанавливались под осями в «подвешенном» положении. В остальном грузовики были такими же, с 6-цилиндровым бензиновым двигателем Lycoming L-head мощностью 224 куб. См, мощностью 61 л.с., 4-ступенчатой коробкой передач Warner и задней осью International со спиральным скосом. В 1934 году В-3 с новым верхнеклапанным 6-цилиндровым двигателем International заменил А-3.